# Bener Lukup II
Bener Lukup II is een bestuurslaag in het regentschap Bener Meriah van de provincie Atjeh, Indonesië. Bener Lukup II telt 136 inwoners (volkstelling 2010).